# Petr z Kravař a Plumlova
Petr z Kravař a Plumlova († 16. ledna 1411) byl moravský šlechtic z rodu pánů z Kravař.

## Život
Jeho otcem byl Beneš z Kravař a Strážnice a matkou Eliška z Ronova. První písemná zmínka o Petrovi pochází z roku 1369, kdy už byl dospělý. V letech 1373–1374 již vystupuje v majetkoprávních jednáních týkající se vlastních statků. Roku 1375 se ujal správy nad panstvím Plumlov. V prosinci roku 1375 se účastnil v Litomyšli sjezdu několika pánů, aby rozhodli o rozdělení statků litomyšlského biskupa Albrechta ze Šternberka. V roce 1376 se zúčastnil olomouckého zemského sněmu. Roku 1381 přijal Petr z Kravař a Plumlova ve spolek pány Petra a Zdeňka ze Šternberka, se kterými měl silné kontakty. V tomtéž roce přijal poručenskou správu nad svým synovcem Petrem Strážnickým, jemuž předčasně zemřel otec.
Roku 1384 zapsal Petr Plumlovský z Kravař věno 600 hřiven grošů své ženě Kateřině. O rok později se účastnil zasedání brněnského zemského soudu a vojenského tažení Moravanů do Uher. V době moravských markraběcích válek stál Petr na straně markraběte Jošta. Roku 1389 mu Jošt zastavil hrad Vícov, který předtím držel Joštův protivník Jan Ozor z Boskovic. Petr však v této době nakupoval i další statky a rozšiřoval tak své državy. Kromě toho se též staral i o věci duchovní, když se např. v roce 1389 účastnil založení augustiniánského kláštera v Fulneku nebo v roce 1391 augustiniánského kláštera v Prostějově.
Petr z Kravař a Plumlova se aktivně pohyboval ve vysoké politice. Účastnil se jednání se Zikmundem Lucemburským. K výraznému rozšíření Petrova majetku došlo v roce 1397, kdy mu Petr ze Šternberka odkázal panství Šternberk, Dvorce, Moravský Beroun, Odry a Dědice. Tento majetek byl vesměs zadlužený, takže ho Petr musel splácet věřitelům. Roku 1397 koupil Petr také panství Zábřeh na Moravě a v roce 1399 získal panství Račice. Roku 1401 zapsal markrabě Jošt Petrovi Plumlovskému několik vsí bývalého vildenberského panství se vsí a tvrzí Pozořice. S přispěním Petrova příbuzného, olomouckého biskupa Lacka z Kravař, bylo Petrovi uděleno 22. července 1403 panství Medlice.
Po ukončení bojů v markraběcích válkách vystupoval Petr v různých sporech a v roce 1405 se stal nejvyšším komorníkem olomoucké cúdy. Na sklonku svého života měl Petr z Kravař rozsáhlý majetek. Kromě zmiňovaných majetků vlastnil také panství Rýmařov s hradem Rabštejnem, v zeměpanské zástavě měl panství Bánov a Brumov. 
Zemřel 16. ledna roku 1411 a pohřben byl v založené rodové hrobce v areálu prostějovského augustiniánského kláštera.
Petr z Kravař a Plumlova měl tři syny, nejstarší z nich Petr skonal ještě za jeho života a nejmladší Beneš krátce Petrově smrti. Panství převzal syn Jindřich z Kravař a Plumlova.

## Potomstvo
- Petr z Kravař a Plumlova (1391–1406)
- Jindřich z Kravař a Plumlova (1391–1420)
- Beneš z Kravař a Plumlova (1407–1413)
- Dorota
- Uršula (1401)
- Eliška z Kravař (1398–1444), manžel Jindřich z Rožmberka
- Perchta († 1447), manžel Petr Konopišťský ze Šternberka